# Гнатюк, Роджер Джеймс
Роджер Джеймс Гнатюк (род. 1946) — канадско-австралийский ботаник, специалист по биогеографии и экологии растений.

## Биография
Гнатюк учился в Университете Альберты. Степень PhD биогеографии получил в Австралийском национальном университете. После учебы он занимался экологией растений в Западной Австралии. Гнатюк был заместителем директора англ. Australian Biological Resources Study, где возглавлял отделение «Флора Австралии» и «Программу австралийской биогеографической информационной системы» (англ. Australian Biogeographic Information System Program). За это время он создал «Census of Australian Vascular Plants».
С 1989 по 1992 год он был директором Австралийского национального ботанического сада. Далее работал научным сотрудником в Бюро сельскохозяйственных наук Австралии, его исследования охватывали лесное хозяйство и устойчивое использование природных ресурсов.
Роджер Гнатюк является большим энтузиастом бонсай, он инициировал ежегодную выставку австралийских местных растений, выращенных как бонсай, в Австралийском национальном ботаническом саду.
С 2006 году Гнатюк занимает должность председателя Комитета Бонсай Австралии (англ. Bonsai Management Committee of the new National Bonsai and Penjing Collection of Australia, который спонсируется правительством Австралийской столичной территории, Канберра.